# Estación de San Juan del Río
San Juan del Río fue una estación de trenes que se encuentra en San Juan del Río, Querétaro. En su tiempo, la estación contó con un restaurante, siendo una de las pocas estaciones en México con este servicio.

## Historia
La primera etapa del Ferrocarril Central Mexicano que iba de la Ciudad de México a San Antonio de Tula tenía un total de 93 kilómetros y se terminó el 15 de septiembre de 1881. Tres meses después, en diciembre de 1881, se finalizó la segunda etapa que tenía 98 kilómetros, e iba desde Tula hasta San Juan del Río en Querétaro. La tercera etapa cubría la distancia de 55 kilómetros, saliendo de San Juan del Río hasta la ciudad de Santiago de Querétaro y se completó el 16 de febrero de 1882. La ruta Ciudad de México a Santiago de Querétaro del Ferrocarril Central Mexicano, sumó un total de 246 kilómetros.
El 2 de diciembre de 1881, llegó a San Juan del Río la primera locomotora del Ferrocarril Central Mexicano.
El edificio actual es el segundo de la región. La primera estación estaba ubicada al suroeste de la actual Alameda. La estación de San Juan del Río abrió el 8 de noviembre de 1903, con la llegada de un tren procedente de la Ciudad de México. La estación está considerada monumento histórico desde 1986 y en 1996 fue declarada Patrimonio de la Humanidad.

## Patrimonio ferroviario
En 2015, el ayuntamiento quiere renovar la estación. Consideró remodelarlo e instalar un espacio museístico en la antigua estación, a un costo de alrededor de 20 millones de pesos. El proyecto quiere la construcción de una sala de usos múltiples, una sala de museología y una sala de computación que muestre la historia de San Juan del Río. Según el ayuntamiento, el lugar está completamente abandonado y la única parte ocupada es por las oficinas de Kansas City Southern.